# Departamento del Norte (Cundinamarca)
Norte fue uno de los departamentos en que se dividía el Estado Soberano de Cundinamarca (Colombia). Fue creado por medio de la ley del 2 de febrero de 1865. Tenía por cabecera a la ciudad de Ubaté. El departamento comprendía parte del territorio de las actuales regiones cundinamarquesas de Almeidas y Ubaté.

## División territorial
El departamento al momento de su creación (1865) estaba dividido en los distritos de Ubaté (capital), Carupa, Fúquene, Paime, Simijaca, Susa, Tausa, Sutatausa, Chocontá, Hatoviejo, Cucunubá, Gachetá, Lenguazaque y Suesca.